# Драгнић Подови
Драгнић Подови (Драгњић до 1971) су насељено мјесто у општини Шипово, Република Српска, БиХ.

## Историја
Насеље је на попису становништва 1961. припадало општини Бараћи. Насељеном мјесту Драгњић је 1971. промјењен назив у Драгнић Подови.

## Становништво
|           | 2013.       | 1991.        | 1981.        | 1971.        | 1961.        |
| Укупно    | 56 (100,0%) | 194 (100,0%) | 324 (100,0%) | 578 (100,0%) | 852 (100,0%) |
| Срби      | 56 (100,0%) | 194 (100,0%) | 322 (99,38%) | 573 (99,13%) | 848 (99,53%) |
| Хрвати    | –           | –            | 1 (0,309%)   | –            | –            |
| Остали    | –           | –            | 1 (0,309%)   | 2 (0,346%)   | 4 (0,469%)   |
| Црногорци | –           | –            | –            | 3 (0,519%)   | –            |

### Презимена
- Бубњевић, Срби
- Граховац, Срби[6]
- Јовић, Срби[6]
- Проле, Срби[6]
- Тегелтија, Срби[6]

## Галерија
- Планинарски дом у Драгнић Подовима
- Стара школа у Драгнић Подовима